# Watermerk

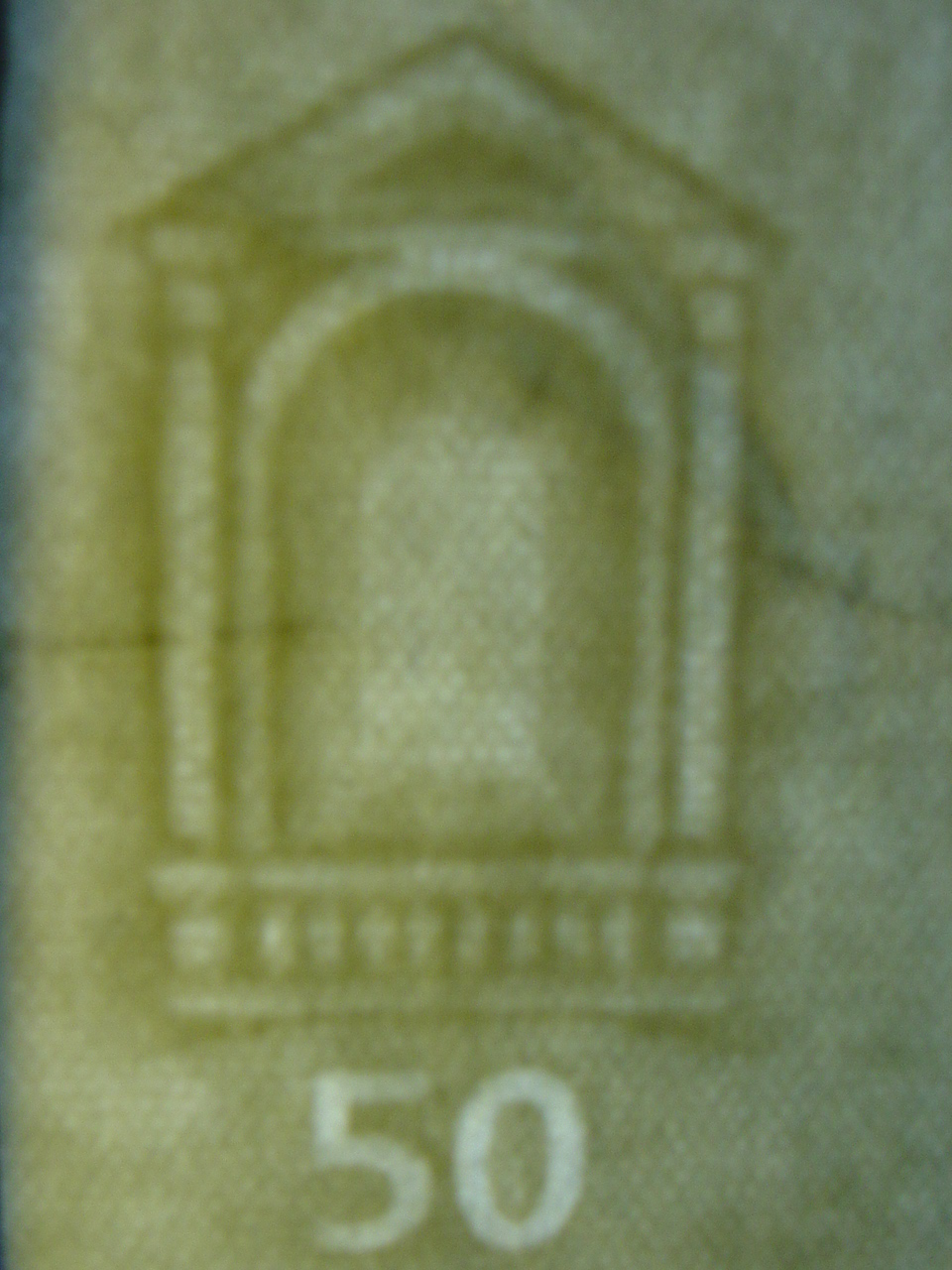
Watermerk in een biljet van 50 euro.

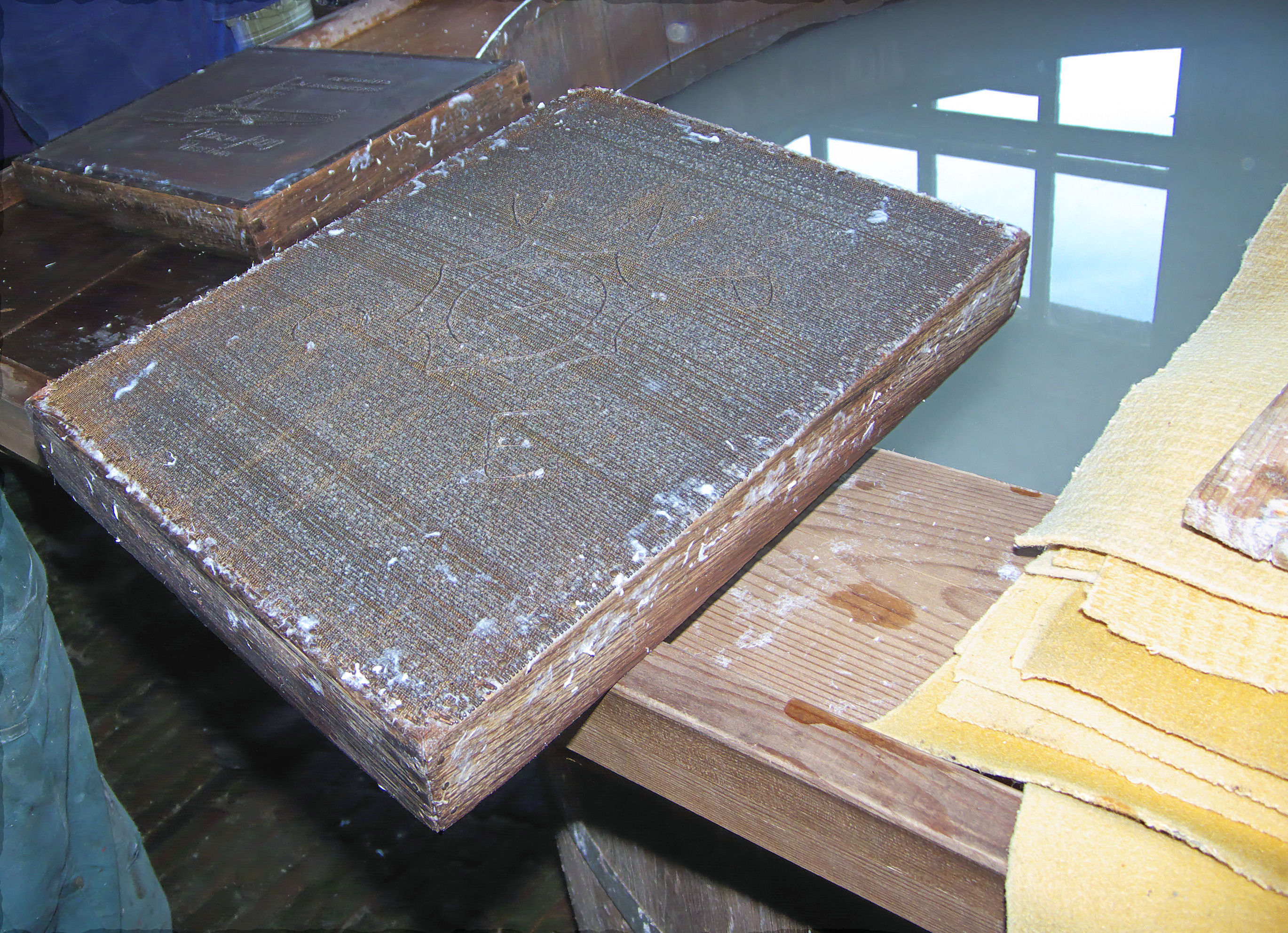
Schepraam met watermerk van de papiermolen De Schoolmeester.

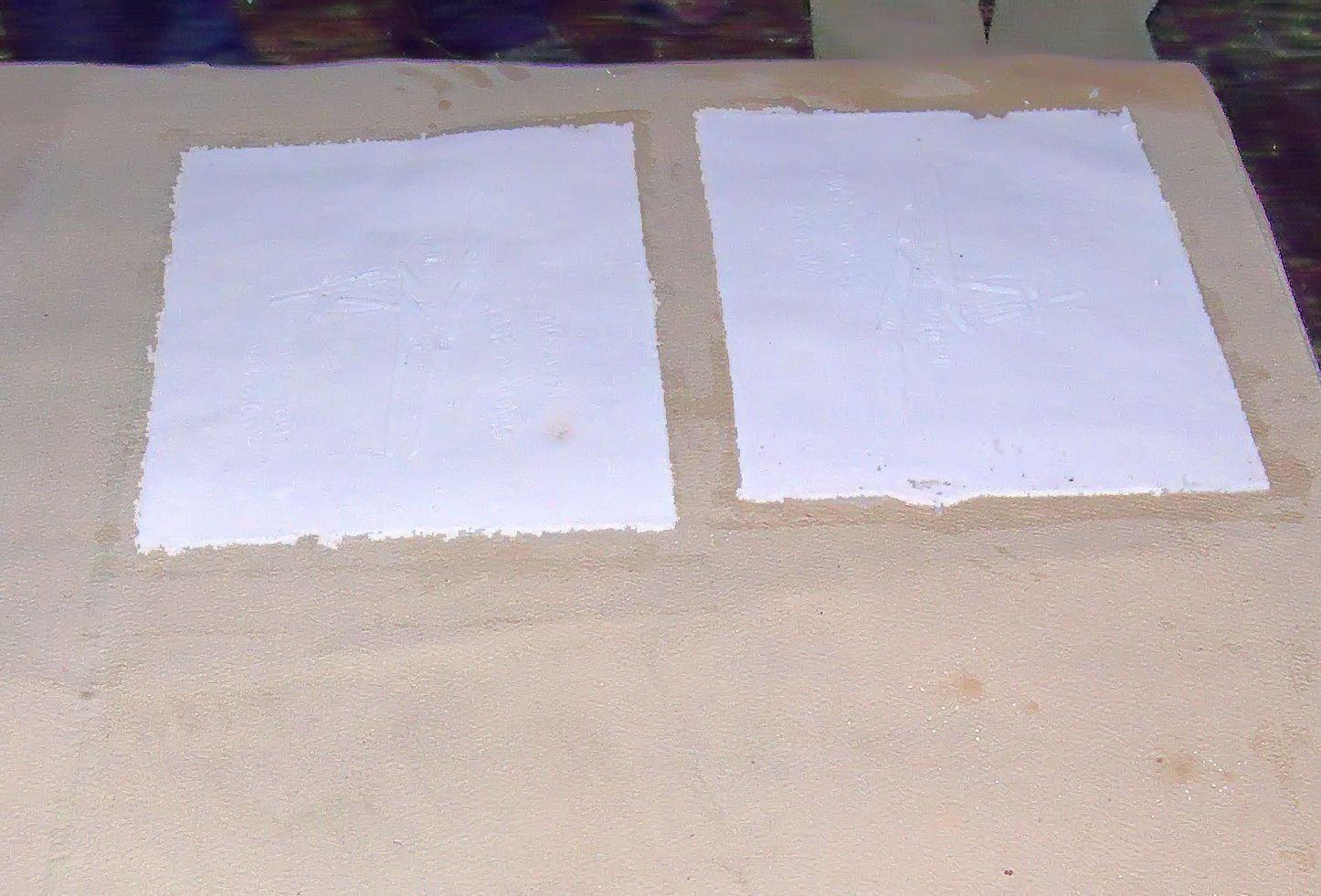
Opliggend watermerk van de papiermolen De Schoolmeester.

Een watermerk is een gedeelte van papier dat opzettelijk dunner, dikker of allebei is gemaakt, dat zichtbaar wordt bij doorvallend licht. Op de plaatsen waar meer papiervezels zitten geeft dit een donkerder effect dan op de plaatsen waar minder papiervezels zitten. Het watermerk maakt deel uit van het papier. Vaak is het watermerk door tast te onderscheiden.
Een watermerk is erg handig bij het onderzoeken van papier, omdat het kan worden gebruikt voor het dateren van documenten en kunstwerken, het identificeren van maten, fabrieksmerken en locaties, en het bepalen van de kwaliteit van een vel papier.
Een lijnwatermerk (een verdikking óf een verdunning in het papier) en een meertonig lijnwatermerk (een verdunning en een verdikking in het papier) wordt gemaakt tijdens de productie van papier in het natte gedeelte van de papiermachine. Een met ijzerdraad (verhoging) gevormd motief dat zich op een ronddraaiende rol (de egoutteur/ dandyrol) bevindt drukt de afdruk in de papiermassa. Hier bevinden zich minder papiervezels en is er lichter effect. De dandyrol kan ook een verdieping hebben, zodat er op die plaatsen meer papiervezels komen te zitten en dus een donkerder effect is. Een schaduwwatermerk, dat verschillende grijstinten heeft en dus meerdere verdikkingen en verdunningen, wordt gemaakt op een rondzeefmachine. Hierin heeft een gaasje reliëf, dat uiteindelijk het watermerk vormt.
Watermerken zijn het eerst gebruikt in Bologna (Italië) in 1282. Ze werden gebruikt door papiermakers als identificatie van hun eigen product. Ze werden en worden ook voor postzegels, papiergeld en andere officiële documenten ingezet als bescherming tegen namaak.
Tegenwoordig worden watermerken nog door een klein aantal papierfabrikanten aangeboden. Alleen bij grote hoeveelheden papier is dit economisch. Voor een moderne variant kan men terugvallen op technieken waarbij drukpersen gebruikt worden voor  het aanbrengen van een chemisch of offsetnamaakwatermerk. Dit is geen echt watermerk, maar nagebootst. Hiermee is de minimale hoeveelheid teruggebracht tot 5000 vel A4. Met die nieuwe techniek kan er snel en relatief goedkoop gebruikgemaakt worden van papier met een eigen "nepwatermerk".

## Digitaal watermerk
In de digitale techniek kunnen ook digitale watermerken ingezet worden. Het idee daarachter is dat bepaalde informatie (bijvoorbeeld auteursrechten) in de digitale bestanden onlosmakelijk met het bestand verbonden wordt.